# エア・セネガル
エア・セネガル（フランス語: Air Sénégal、英語: Air Senegal）はセネガルのダカールに本拠地を置く同国のフラッグキャリアである。2016年に運航を停止したセネガル航空に代わって同年に設立され、2018年5月14日に運航を開始した。
マッキー・サル大統領が推進しているセネガル新興計画の一環として設立され、2019年12月現在はダカールのブレーズ・ジャーニュ国際空港を拠点に西アフリカとヨーロッパ方面への路線を運航している。

## 就航都市
（2019年12月現在）

### アフリカ
西アフリカ
- ベナン：コトヌー
- ブルキナファソ：ワガドゥグー
- カーボベルデ：プライア
- コートジボワール：アビジャン
- ガンビア：バンジュール
- ガーナ：アクラ
- ギニア：コナクリ
- ギニアビサウ：ビサウ
- マリ：バマコ
- モーリタニア：ヌアクショット
- モロッコ：カサブランカ
- ニジェール：ニアメ
- ナイジェリア：アブジャ、ラゴス
- セネガル：カップ・スキルラン、ダカール（ハブ空港）、ジガンショール

### ヨーロッパ
- スペイン：バルセロナ
- フランス：マルセイユ、パリ（ド・ゴール）

### 就航予定
- シエラレオネ：フリータウン（2020年6月23日就航予定[2]）
- スイス：ジュネーヴ（2020年6月18日就航予定[3]）
- イギリス：ロンドン（スタンステッド）（2020年6月26日就航予定[2]）
- ブラジル：サンパウロ[4]

## 機材

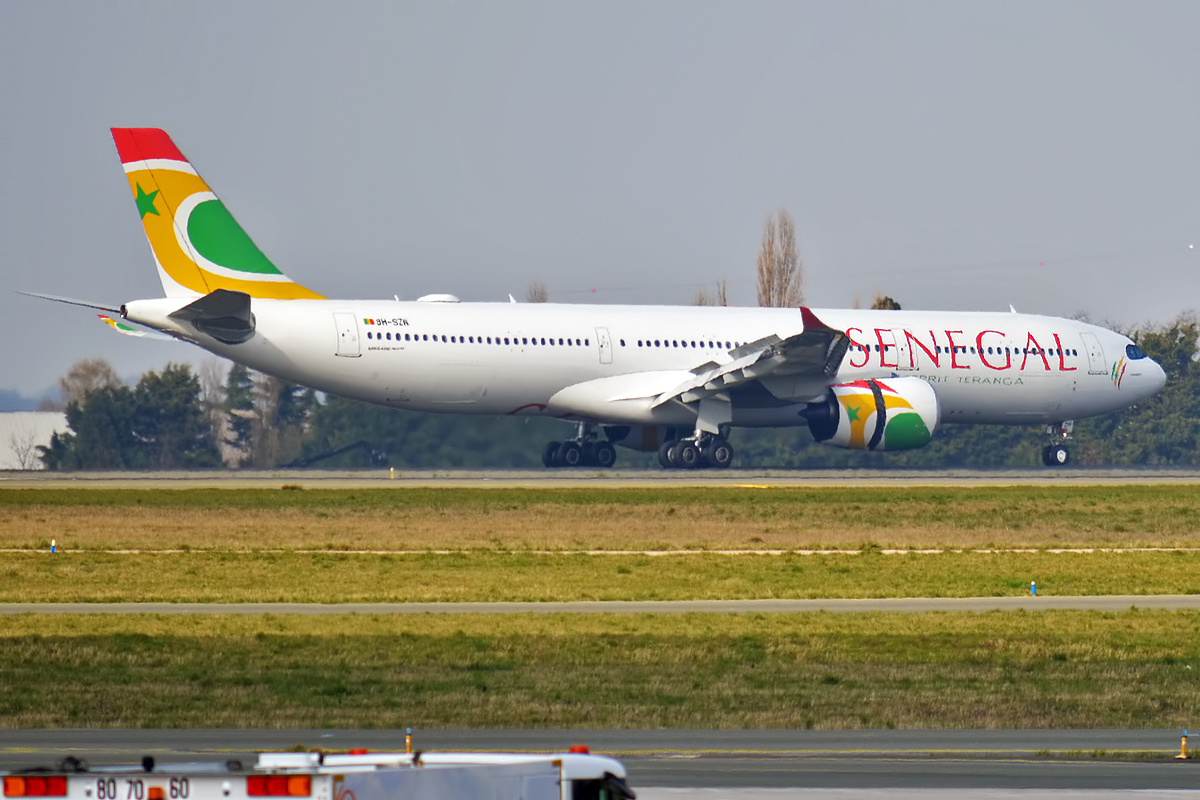
エアバス A330-900

2025年4月現在
- エアバスA319-100：2機
- エアバスA321-200：2機
- エアバスA330-900：2機
- ATR 72-600：2機
- L-410NG：2機